# 애기똥풀
애기똥풀(문화어: 젖풀, 영어: greater celandine)은 양귀비과 식물이다. 동아시아 지역에 널리 분포하는 두해살이풀로서 ‘까치다리’ 또는 ‘씨아똥’이라고도 한다.

## 생태
곧은뿌리는 굵고 등황색이며 원줄기는 높이 30-80cm이다. 잎과 더불어 분백색이 돌고 상처를 내면 등황색 즙액이 나오기 때문에 애기똥풀이라고 한다. 잎은 어긋나고 1-2회 우상(羽狀)으로 갈라지며 끝이 둔하고 가장자리에 둔한 톱니와 더불어 결각이 있다. 꽃은 5-8월에 피고 황색이며 가지 끝에서 자란 산형꽃차례에 달린다. 삭과는 원추형이며 길이 3-4cm이다.

## 쓰임새
한방에서는 전초를 백굴채라고 하여 쓰는데, 유액에 켈리도닌, 프로토핀, 호모켈리도닌 등의 알칼로이드가 함유되어 있다. 진통제로 쓰지만, 유독하기 때문에 최근에는 거의 쓰지 않는다. 민간에서 습진, 사마귀를 없애는 데 쓴다.

## 그림과 사진

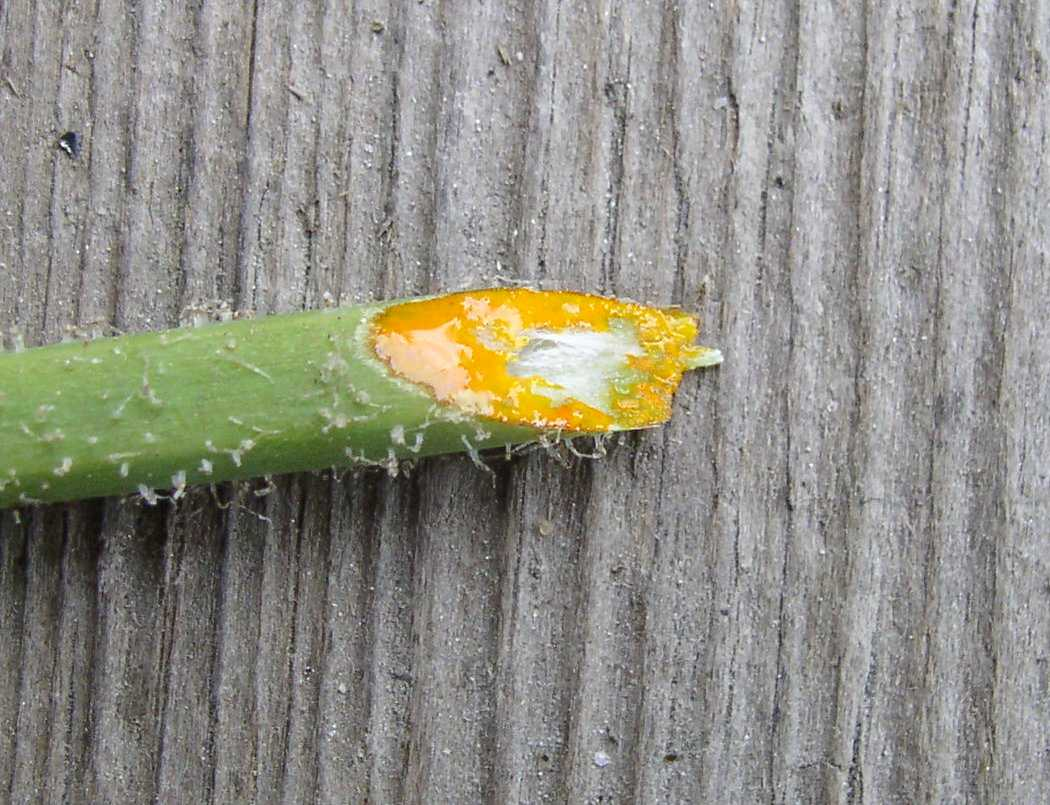
줄기를 자르면 이렇게 등황색의 즙이 나온다. 이 빛깔이 애기똥 같아 애기똥풀이라 부른다.
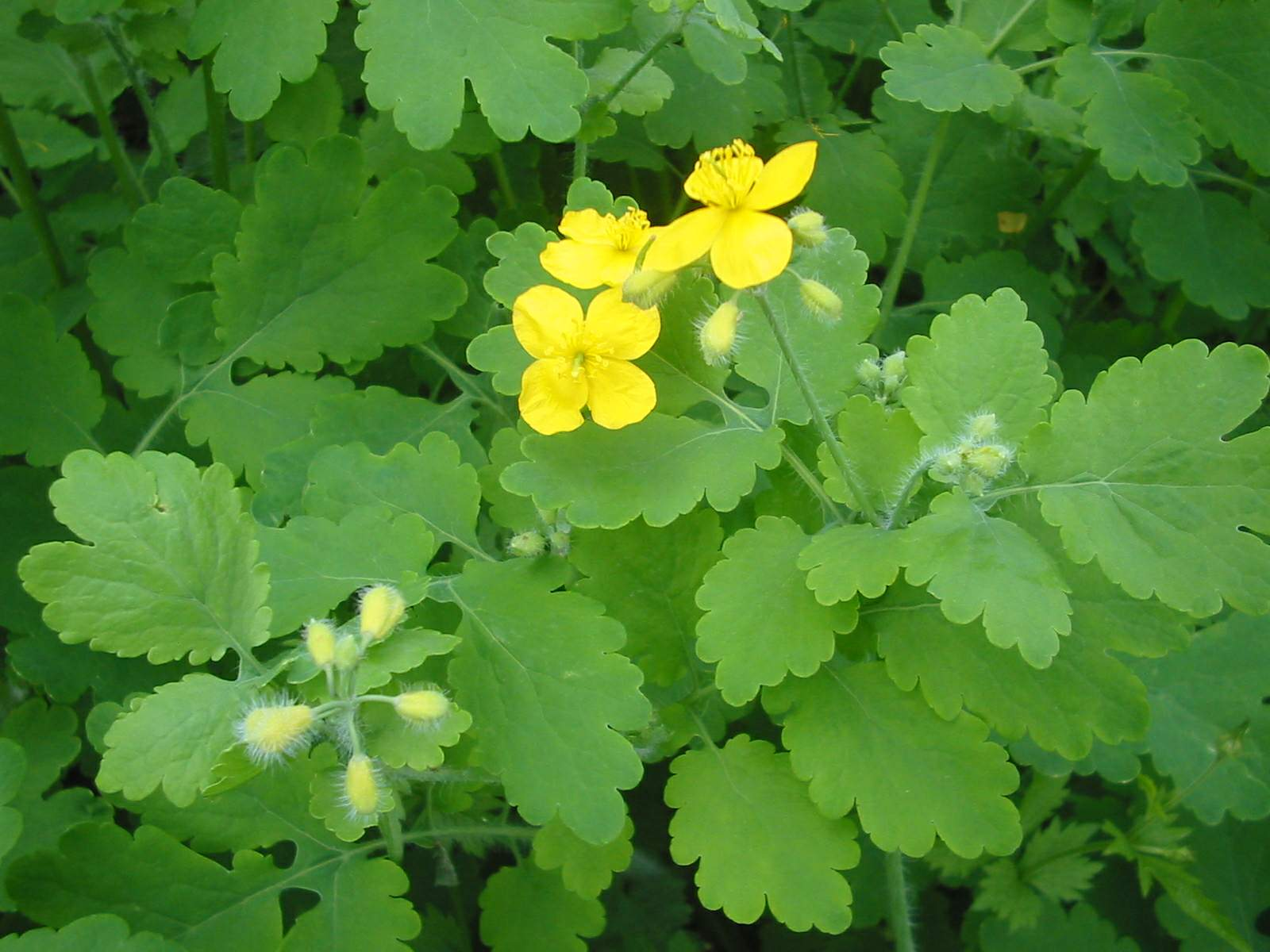
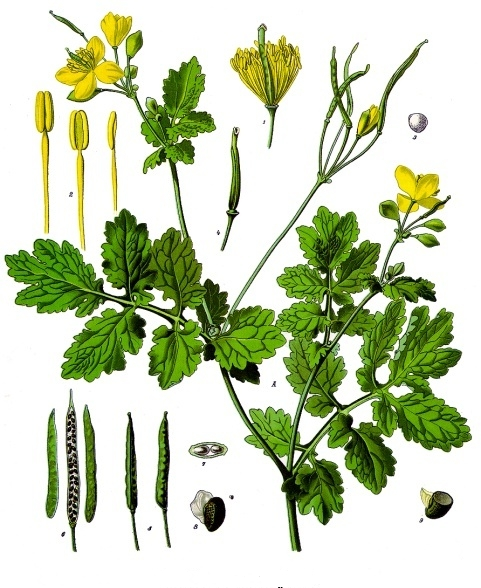
《Koehler's Medicinal-Plants》(1887)의 삽화.